# Йоадимнаджи, Паскаль
Паскаль Йоадимнаджи (фр. Pascal Yoadimnadji; 8 апреля 1950 — 23 февраля 2007, Париж, Франция) — премьер-министр Чада с 4 февраля 2005 по 23 февраля 2007.

## Биография
Родился в Южном Чаде. Происходил из этнической группы Гор, относительно мало участвующей в политической жизни Чада. До начала своей политической карьеры был адвокатом. В 1996 году во время первых в истории Чада многопартийных выборов Йоадимнаджи был председателем избирательной комиссии. Одно время он также исполнял обязанности президента конституционного совета Чада.
В июле 2004 года назначен министром сельского хозяйства страны. 4 февраля 2005 года сменил Муссу Факи на посту премьер-министра Чада. Провёл ряд успешных реформ по реорганизации нефтедобывающего сектора экономики.
21 февраля 2007 года после сердечного приступа он был доставлен специальным медицинским авиарейсом в парижский военный госпиталь Валь де Грас, где и скончался спустя два дня от кровоизлияния в мозг. В стране был объявлен недельный траур.